# 호계고등학교
호계고등학교(虎溪高等學校)는 대한민국 울산광역시 북구 호계동에 있는 공립 고등학교이다.

## 학교 연혁
- 2005년 12월 30일 : 울산광역시립학교(호계고등학교) 설립 조례 제정
- 2006년 1월 29일 : 호계고등학교 교사 준공
- 2006년 3월 3일 : 제1회 신입생 입학식(8학급 300명)
- 2022년 9월 1일 : 제6대 한현숙 교장 취임
- 2024년 12월 16일 : 제17회 졸업식(졸업생 337명) (졸업생 총 5,078명)
- 2025년 3월 4일 : 제20회 입학식(12학급 346명)

## 참고 자료
- 호계고등학교 - 한국교육학술정보원 학교알리미